# برمید روی
برمید روی (به انگلیسی: Zinc bromide) با فرمول شیمیایی ZnBr۲ یک ترکیب شیمیایی با شناسه پاب‌کم ۲۴۳۷۵ است. که جرم مولی آن 225.198 g/mol می‌باشد. شکل ظاهری این ترکیب، پودر بلورین سفید است.